# Rue Coriolis
Pour les articles homonymes, voir Coriolis.
La rue Coriolis est une voie située dans le quartier de Bercy du 12e arrondissement de Paris, en France. 

## Situation et accès
La rue Coriolis se situe le long des voies de la gare de Lyon, qu'elle longe sur sa gauche sur 450 m, depuis la rue Nicolaï jusqu'au boulevard de Bercy.
La numérotation des bâtiments débute à l'est de la rue Coriolis, à partir de la rue Nicolaï. Dans la partie gauche de la rue donnant sur des voies de chemin de fer, seuls les numéros pairs, de 2 à 58, sont utilisés (mis à part le 19, seul immeuble de la voie de gauche).
La rue Coriolis rencontre les voies suivantes, dans l'ordre des numéros croissants (« g » indique que la rue se situe à gauche, « d » à droite) :
- rue Nicolaï ;
- rue des Fonds-Verts (d) ;
- rue Proudhon ;
- boulevard de Bercy.

Quelques vues de la rue
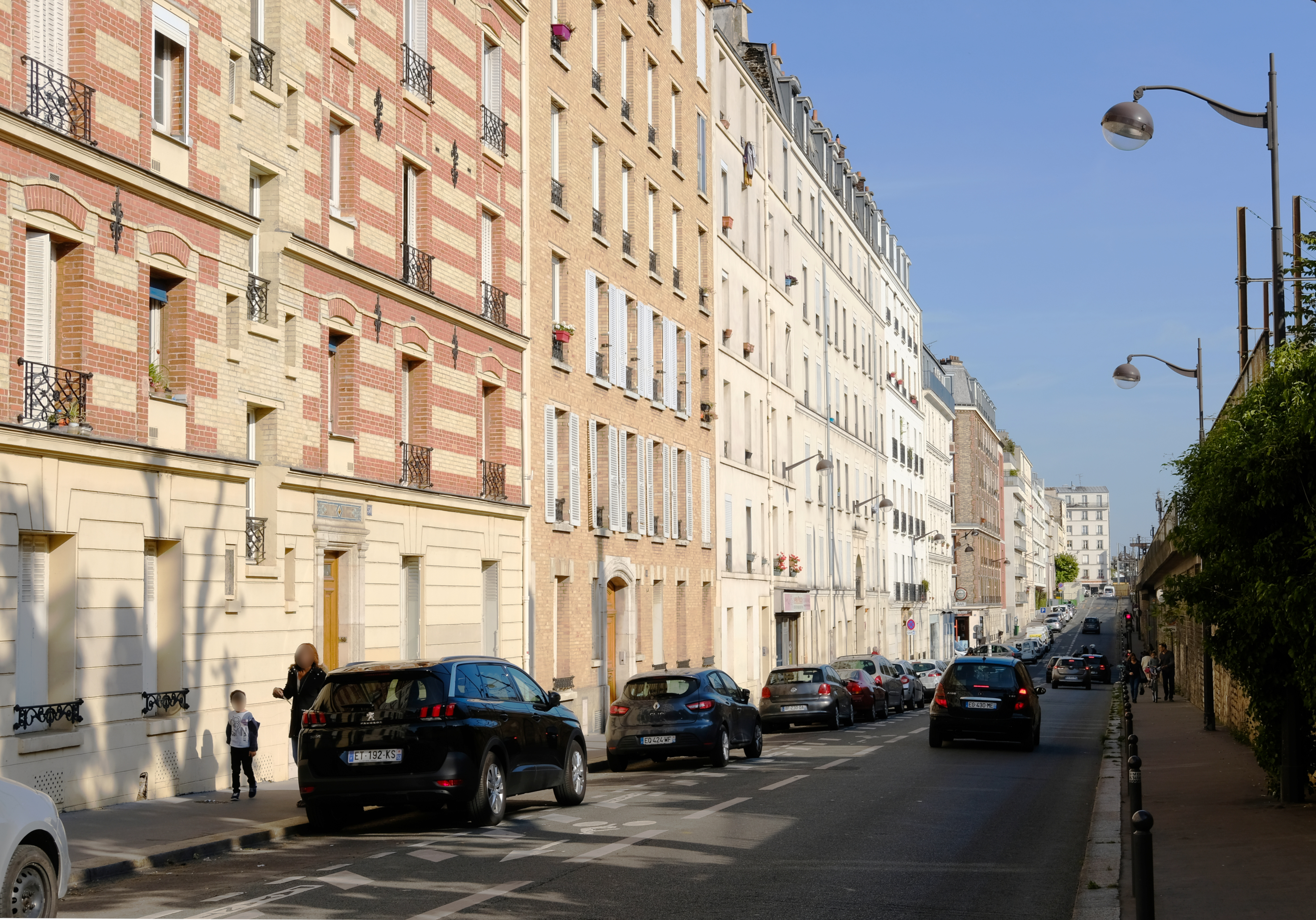
Du côté du boulevard de Bercy.
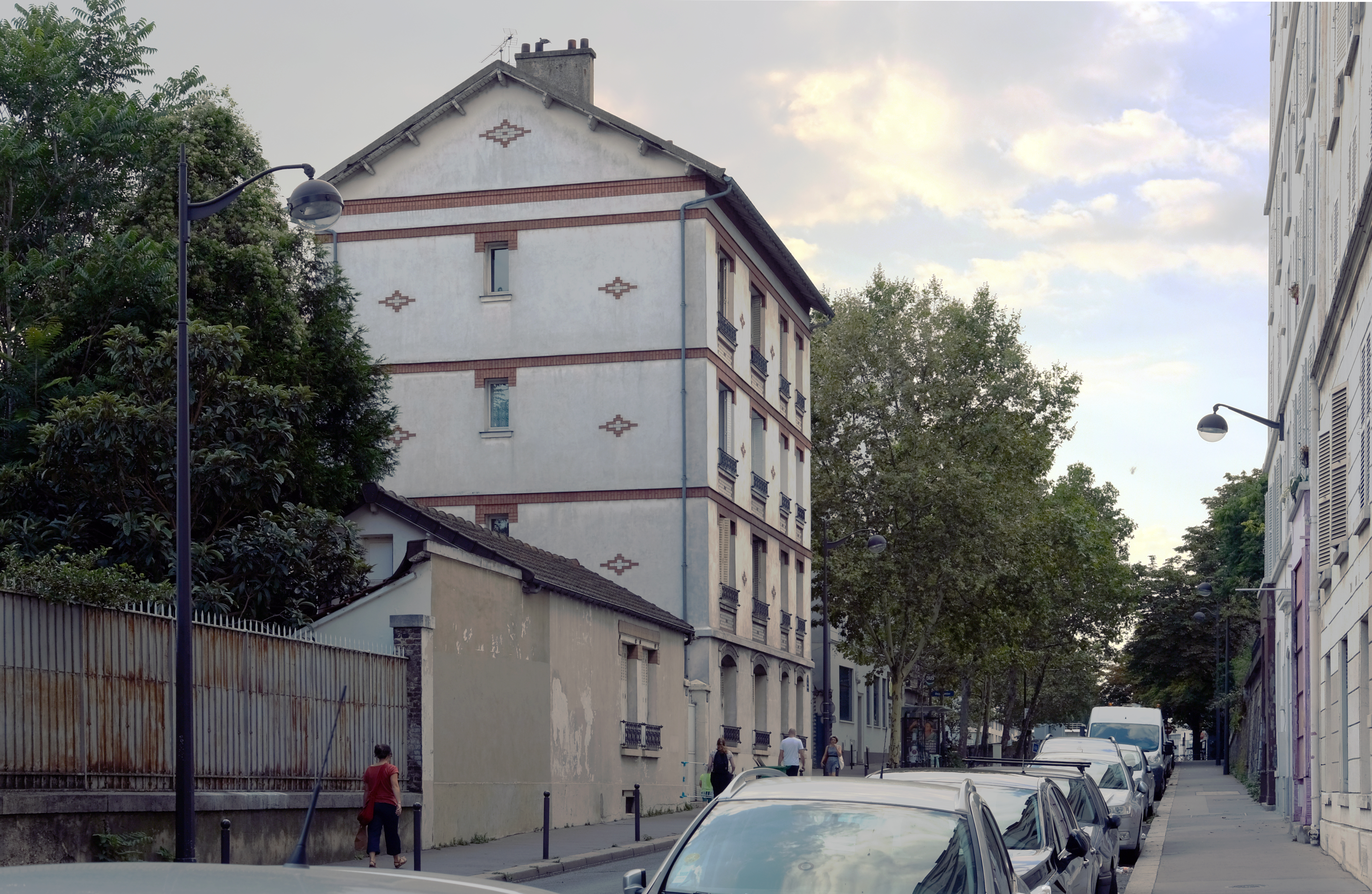
Maison du côtédu boulevard de Bercy.
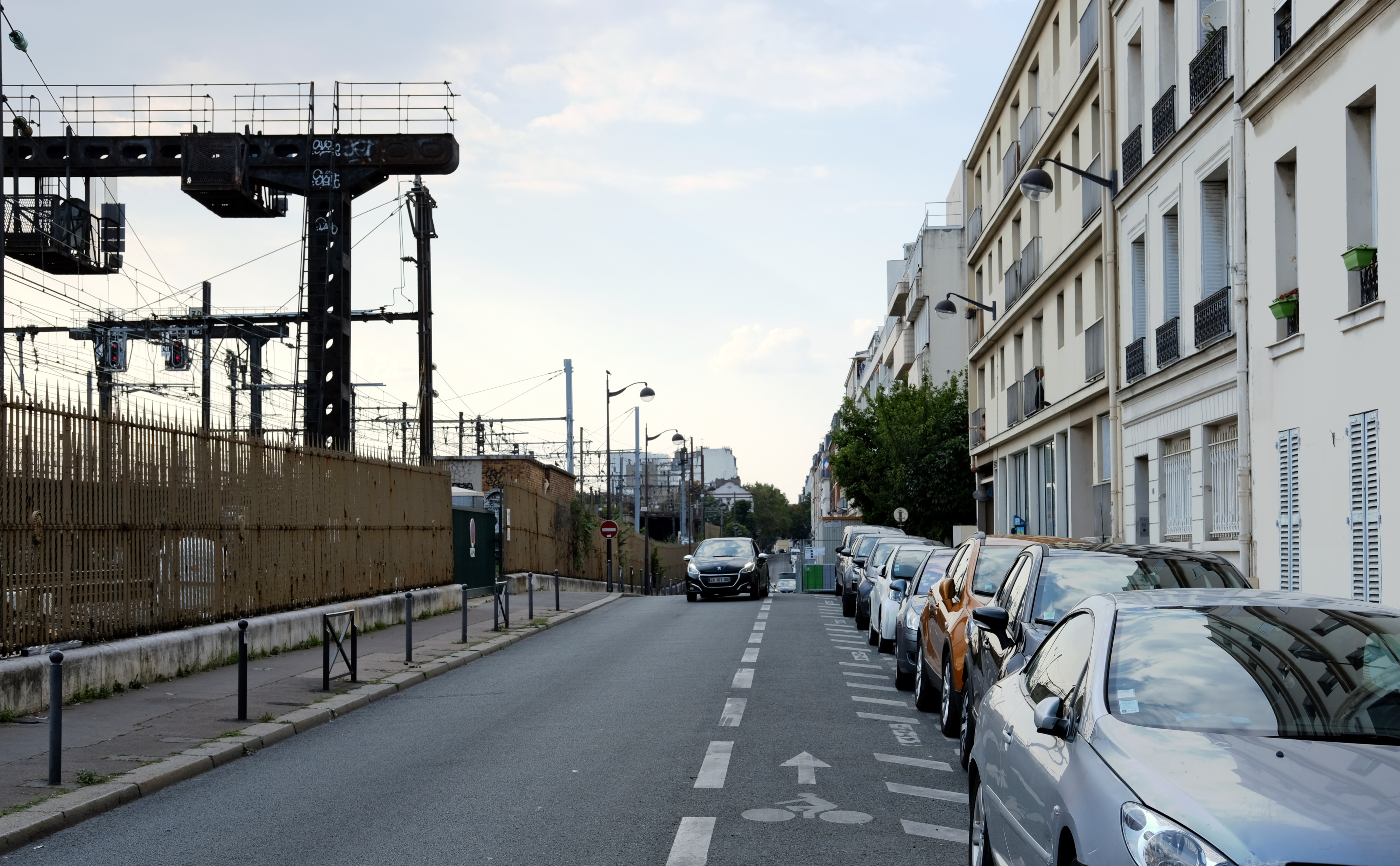
Du côté de la rue Nicolaï.

## Origine du nom
Elle porte le nom de Gaspard-Gustave Coriolis (1792-1843), mathématicien et physicien français du XIXe siècle.

## Historique
Cette rue, ouverte en 1889 sur les terrains de la Compagnie des chemins de fer de Paris à Lyon et à la Méditerranée (PLM), a remplacé les rues Libert et de la Planchette, ou, selon d'autres sources, le passage Schall.